# Jormliklumpen
Jormliklumpen är ett fjäll i Frostvikens socken i Strömsunds kommun. 

## Geografi
Vid foten av fjället så finns det en bilväg och en liten by som heter Jormlien.

## Turism
Fjället har uppmärkta leder som möjliggör vandring. Det finns även leder som vintertid kan användas för snöskoteråkning.[källa behövs]